# Nancy Celis
Nancy Celis (* 9. November 1966 in Lier, Belgien) ist eine ehemalige deutsche und belgische Volleyballspielerin.
Nach über 30 A-Länderspielen für Belgien bekam sie 1987 die deutsche Staatsbürgerschaft und spielte danach in der deutschen Nationalmannschaft.
In Deutschland spielte Nancy Celis zuerst für CJD Feuerbach und Bayern Lohhof. Nach einigen Jahren in Italien (u. a. bei Latte Rugiada Matera) wechselte sie zum USC Münster, mit dem sie 1996 und 1997 den deutschen Titel gewann. Danach ging sie wieder nach Italien zu Reggio Calabria und 1998 in die Türkei nach Ankara. 1996 nahm sie mit dem Nationalteam an den Olympischen Spielen in Atlanta teil und belegte dort den achten Platz.